# 大場土佐
大場 土佐（おおば とさ）は、安土桃山時代から江戸時代初期にかけての武将。名（通称）は三左衛門。姓は大庭ともいわれる。黄母衣十三人・若江八人衆の一人。
初めは豊臣秀長に仕え、秀長が死去した後は石田三成に仕え、慶長5年（1600年）の関ヶ原の戦いで戦死した（『関原軍記大成』）。